# Hunter (Nueva York)
Hunter es un pueblo ubicado en el condado de Greene en el estado estadounidense de Nueva York. En el año 2000 tenía una población de 2.721 habitantes y una densidad poblacional de 11.6 personas por km².

## Demografía
Según la Oficina del Censo en 2000 los ingresos medios por hogar en la localidad eran de $33,382, y los ingresos medios por familia eran $42,200. Los hombres tenían unos ingresos medios de $35,532 frente a los $22,188 para las mujeres. La renta per cápita para la localidad era de $18,496. Alrededor del 19.5% de la población estaban por debajo del umbral de pobreza.